# The Pussycat Dolls
The Pussycat Dolls hiện là một ban nhạc pop nữ nổi danh của thế giới được khá nhiều người biết đến.
Được thành lập bởi Robin Antin vào năm 1995 tại Las Vegas, ban nhạc này khi mới ra chỉ là một ban nhạc vô danh và mô hình của ban nhạc nữ này cũng giống như Destiny's Child, ban nhạc đình đám nhất lúc bấy giờ. Đến năm 2001, ban nhạc đã có 5 thành viên nhưng vẫn chưa có bài hát nào cả. Đến năm 2003, Nicole Scherzinger, một thành viên của Eden's Crush, sau khi chiến thắng tại chương trình Popstars, đã về đầu quân cho The Pussycat Dolls và cô chính thức là trưởng nhóm cho The Pussycat Dolls từ đó. Và nhóm chính thức có 6 thành viên: Nicole Scherzinger, Carmit Bachar, Kimberly Wyatt, Ashley Robert, Jessica Sutta và Melody Thornton. Năm 2003,ca khúc Sway (Shall We Dance) đã được chọn là nhạc phim của bộ phim Shall We Dance.Nhóm cũng được xem là Bond (ban nhạc).
Năm 2005, nhóm đã cho ra mắt album đầu tiên có tên PCD. Album này đứng vị trí thứ 5 trên bảng xếp hạng Billboard 200 và đĩa đơn đầu tiên của họ, "Don't Cha" với khách mời Busta Rhymes đã gây bất ngờ khi "Don't Cha" đã chiếm ngôi vị số 1 trên hầu hết các bảng xếp hạng danh tiếng của thế giới và đoạt được các giải thưởng danh giá trong các lễ trao giải âm nhạc.
Sau thành công của đĩa đơn "Don't Cha", nhóm tiếp tục cho ra mắt single thứ 2 mang tên "Stickwitu", ca khúc này chiếm giữ vị trí thứ 5 tại Mỹ và vị trí số 1 tại Anh, khiến cho The Pussycat Dolls đã vượt mặt nhóm Spice Girls để trở thành ban nhạc nữ số 1 thế giới. Tuy nhiên đĩa đơn thứ 3 "Beep" cùng với rapper Will.I.Am lại không thành công lắm khi chỉ xếp vị trí thứ 13 tại Mỹ. Chỉ đến khi The Pussycat Dolls cho ra mắt đĩa đơn thứ 4 "Buttons" cùng với rapper Snoop Dogg thì nhóm lại thành công ngoài mong đợi. Ca khúc này chiếm vị trí thứ 3 tại Mỹ, vị trí thứ 3 tại Anh và có 23 tuần liên tiếp đứng vị trí số 1 tại bảng xếp hạng MTV Asia, và ca khúc này đã nhận được giải "Video nhạc dance xuất sắc nhất" tại lễ trao giải MTV Video Music Awards 2006.
Sau đó, nhóm cho ra mắt đĩa đơn thứ 5 có tên "I Don't Need A Man" tuy nhiên không thành công lắm, chỉ xếp vị trí thứ 93 tại Mỹ và vị trí thứ 7 tại Anh. Cuối năm 2006, nhóm cho ra mắt đĩa đơn thứ 6 có tên "Wait A Minute" với khách mời Timbaland. Ca khúc này tuy chỉ chiếm giữ vị trí thứ 28 tại Mỹ và vị trí thứ 60 tại Anh nhưng ca khúc này đã chiếm được rất nhiều cảm tình từ phía khán giả.
Đầu năm 2007, nhóm được chọn làm nghệ sĩ mở màn cho chuyến lưu diễn Back to Basics Tour của nữ danh ca Christina Aguilera. Năm 2008, nhóm phát hành album thứ 2 mang tên Doll Domination, với đĩa đơn đầu tiên "When I Grow Up" đã lọt vào Top 10 tại Mỹ. Nhóm đã trình diễn ca khúc này tại MTV Movie Awards vào ngày 1/6 và MTV Asia Music Awards vào ngày 2/8 năm 2008.

## Album
- 2005: PCD
- 2008: Doll Domination

## Các đĩa đơn đã phát hành
| Năm  | Tên đĩa đơn                                    | Vị trí cao nhất | Vị trí cao nhất | Vị trí cao nhất | Vị trí cao nhất | Vị trí cao nhất | Vị trí cao nhất | Vị trí cao nhất | Vị trí cao nhất | Album           |
| Năm  | Tên đĩa đơn                                    | Mỹ              | Anh             | Canada          | Úc              | New Zealand     | Đức             | Hà Lan          | Châu Âu         | Album           |
| ---- | ---------------------------------------------- | --------------- | --------------- | --------------- | --------------- | --------------- | --------------- | --------------- | --------------- | --------------- |
| 2005 | "Don't Cha" (với Busta Rhymes)                 | 2               | 1               | 1               | 1               | 1               | 1               | 2               | 1               | PCD             |
| 2005 | "Stickwitu"                                    | 5               | 1               | 9               | 2               | 1               | 11              | 2               | 4               | PCD             |
| 2006 | "Beep" (với will.i.am)                         | 13              | 2               | 48              | 3               | 1               | 5               | 2               | 1               | PCD             |
| 2006 | "Buttons" (với Snoop Dogg)                     | 3               | 3               | 14              | 2               | 1               | 4               | 6               | 1               | PCD             |
| 2006 | "I Don't Need a Man"                           | 93              | 7               | 11              | 6               | 7               | 20              | 4               | 14              | PCD             |
| 2006 | "Wait a Minute" (với Timbaland)                | 28              | 60              | 24              | 16              | 24              | 27              | 7               | 10              | PCD             |
| 2008 | "When I Grow Up"                               | 9               | 3               | 3               | 2               | 5               | 7               | 10              | 3               | Doll Domination |
| 2008 | "Whatcha Think About That" (với Missy Elliott) | 108             | —               | 66              | —               | —               | —               | —               | —               | Doll Domination |
| 2008 | "I Hate This Part"                             | —               | 20              | 93              | 10              | 9               | —               | —               | 58              | Doll Domination |
| 2009 | "Bottle Pop" (với Snoop Dogg)                  | —               | —               | 88              | —               | —               | —               | —               | —               | Doll Domination |